# Éditions Auñamendi
Pour les articles homonymes, voir Auñamendi (homonymie) et Aralar.
Les éditions Auñamendi sont dédiées à la publication et à la diffusion d'œuvres sur la thématique basque, écrites en espagnol, basque ou dans les deux langues. Les éditions Auñamendi ont été fondées à Saint-Sébastien en 1958 par les frères Mariano et Bernard Estornés Lasa.
Les éditions publient sous les noms d'Éditions Auñamendi, Éditions Azkue, Éditions Selectas et Éditions Aralar, ainsi que les trois organes de la Enciclopedia General Ilustrada del País Vasco (Encyclopédie générale illustrée du Pays basque).